# Monelliopsis tuberculata
Monelliopsis tuberculata är en insektsart som beskrevs av Richards 1966. Monelliopsis tuberculata ingår i släktet Monelliopsis och familjen långrörsbladlöss. Inga underarter finns listade i Catalogue of Life.